# Marco 8

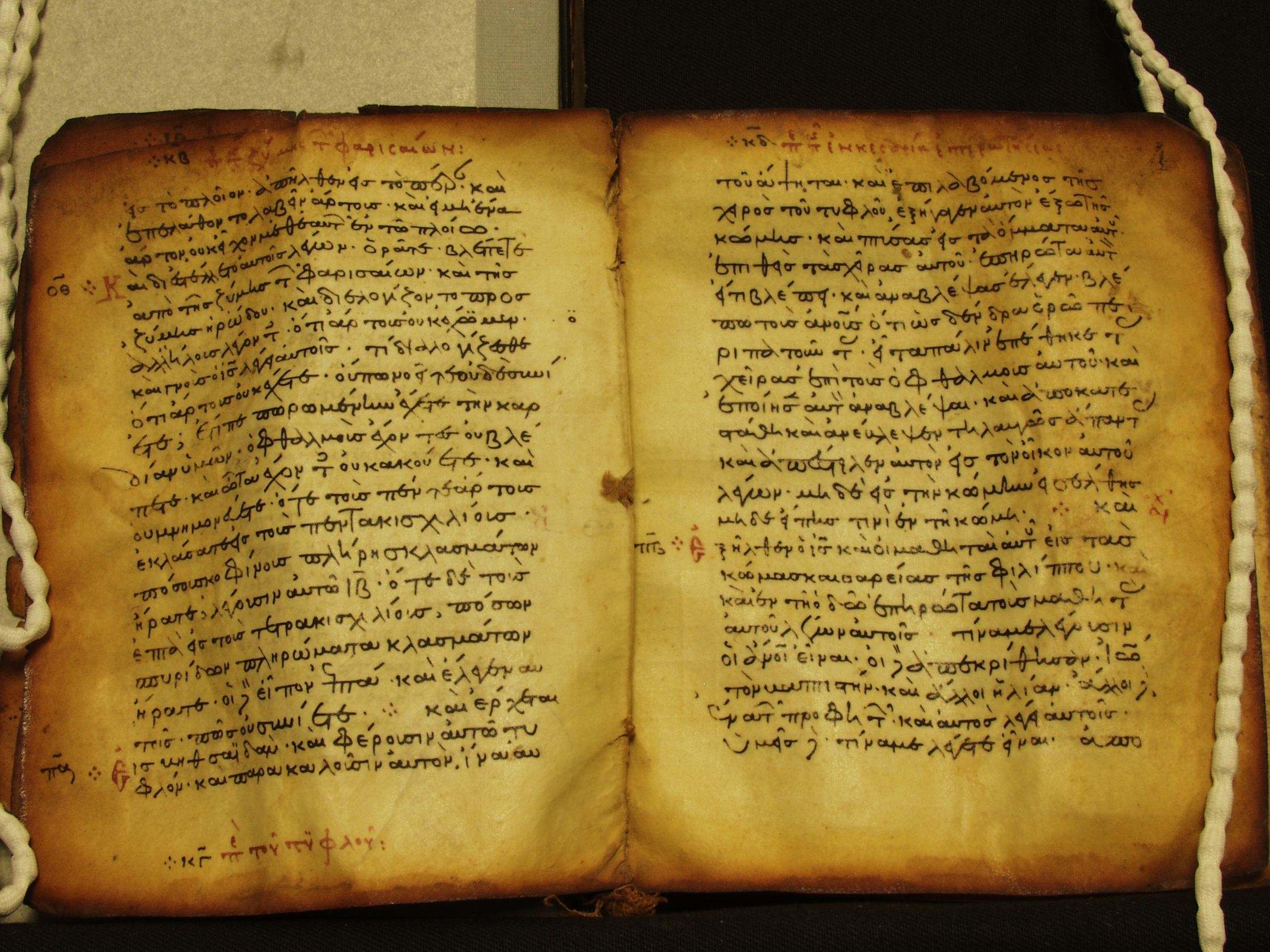
Marco 8,13-29 nel Minuscolo 2445 del XII secolo.

Marco 8 è l'ottavo capitolo del vangelo secondo Marco nel Nuovo Testamento. Questo capitolo contiene la descrizione di due miracoli di Gesù, la confessione di Pietro del fatto che egli crede che Gesù sia il Messia, e la prima predizione di Gesù della sua morte e risurrezione. Questo è il capitolo di mezzo dell'intero vangelo di Marco ma il suo significato è stato interpretato diversamente dagli studiosi: ad esempio il Jamieson-Fausset-Brown Bible Commentary l'ha definito "una parte di argomenti vari" anche se diversi altri commentatori l'hanno ritenuto un punto focale dell'insegnamento di Gesù il tutto focalizzato sul suo vero fine, la morte, la risurrezione e l'azione salvifica della venuta del Cristo sulla terra.

## Testo
Il testo originale venne scritto in greco antico. Questo capitolo è diviso in 38 versetti.

### Testimonianze scritte
Tra le principali testimonianze documentali di questo capitolo vi sono:
- Codex Vaticanus (325-350)
- Codex Sinaiticus (330-360)
- Codex Bezae (~400)
- Codex Alexandrinus (400-440)
- Codex Ephraemi Rescriptus (~450)

## Luoghi
I luoghi registrati in questo capitolo si trovano in Galilea e nelle aree desertiche attorno al Mare di Galilea, a Dalmanuta, un luogo oggi sconosciuto nei pressi di Magdala, a Betsaida ed in altri villaggi (τὰς κώμας, tas komas, tradotto come "villaggi") attorno a Cesarea di Filippo. Quest'ultima località si trova a 40-45 chilometri a nord di Betsaida. Il ministro scozzese William Robertson Nicoll ha suggerito che la domanda di Gesù, "Chi la gente dice che io sia?”, viene chiesta "sulla via verso Cesarea di Filippo, probabilmente quando la città... venne in vista".

## Versetto 1
In quei giorni, essendoci di nuovo molta folla che non aveva da mangiare, chiamò a sé i discepoli e disse loro
Marco inizia il suo racconto nel bel mezzo del viaggio da Nazareth al fiume Giordano con le parole "in quei giorni".

## La seconda moltiplicazione dei pani e dei pesci e l'uomo cieco di Betsaida
Come in Marco 6,30-44, Marco 8 descrive Gesù nell'atto si sfamare una grande folla col poco cibo che ha a disposizione. La folla "di circa quattromila uomini", si trova in un luogo remoto, e tutti hanno fame; hanno solo sette pani e un numero imprecisato di piccoli pesci. Gesù prende il pane, rende grazie a Dio, lo spezza e dice ai discepoli di distribuirlo. Il testo in greco usa la parola ευχαριστησας, eucharistesas, per descrivere queste azioni. Egli benedice anche i pesci e comanda di darne alla folla. Il teologo John Gill ha riportato come "sembra, da questo racconto, che i pesci benedetti ed il pane siano stati distribuiti separatamente; ma la versione siriaca rende nella traduzione 'a coloro che sono benedetti'; la versione persiana riporta 'ed egli benedì anche i pesci'". Tutti mangiano a sazietà dopo il miracolo. Matteo riporta anche in 15,29-39 di questo fatto, mentre Luca non lo cita. Alcuni studiosi hanno concluso che si tratti di un doppione della prima moltiplicazione dei pani e dei pesci narrata in Marco 6 con alcuni piccoli dettagli cambiati; ad ogni modo il passaggio in Marco 8,19-20 riporta esplicitamente due occasioni in cui questo miracolo venne compiuto.
Il gruppo si allontana via barca verso Dalmanuta, che Matteo indica col nome di Magadan ed alcuni manoscritti antichi di Marco identificano come Magdala, casa di Maria Maddalena. Qui Gesù incontra dei farisei che gli chiedono di fare un miracolo per loro. "Ma egli, traendo un profondo sospiro, disse: «Perché questa generazione chiede un segno? In verità vi dico: non sarà dato alcun segno a questa generazione».'" Matteo e Luca dicono che verrà dato solo il Segno di Giona (Matteo 12,38-39; 16,1-4; Luca 11,29-30). Il gruppo riparte nuovamente in barca. Sull'altra sponda del lago, presumibilmente il Mar di Galilea, si ritrovano con un solo pane. Gesù dice ai propri discepoli di "guardarsi da farisei ed erodiani." (Marco 8,15) I discepoli pensano che lui si arrabbiato con loro per non aver portato abbastanza pane, ma egli è in realtà arrabbiato con loro perché non lo comprendono:
Ma Gesù, accortosi di questo, disse loro: «Perché discutete che non avete pane? Non intendete e non capite ancora? Avete il cuore indurito? Avete occhi e non vedete, avete orecchi e non udite? E non vi ricordate, quando ho spezzato i cinque pani per i cinquemila, quante ceste colme di pezzi avete portato via?». Gli dissero: «Dodici». «E quando ho spezzato i sette pani per i quattromila, quante sporte piene di pezzi avete portato via?». Gli dissero: «Sette». E disse loro: «Non capite ancora?» (Marco 8,17-21).
"Occhi che non vedono, orecchie che non sentono" riporta Ezechiele 12,2 in un'espressione simile.
Gesù non prosegue oltre con la spiegazione, ed il gruppo si porta a Betsaida, dove incontra un uomo cieco. Ancora una volta Gesù pone della sua saliva sugli occhi dell'uomo e questo in parte riesce a vedere; egli tocca nuovamente i suoi occhi e viene completamente guarito. Questo miracolo è riportato solo nel vangelo di Marco.
Quest'intera sequenza, assieme al capitolo precedente, mostra l'opera di Gesù coi pagani. Gesù nutre la folla che lo ascolta che certamente è di fede ebraica in Marco 6, ma in questa seconda occasione si tratta quasi certamente di pagani. Egli si rifiuta di compiere miracoli "a comando" per i farisei, ma li compie invece per i pagani che non li chiedono. Quest'apparente ambiguità di Gesù è facilmente spiegata dal fatto che sa che le richieste dei farisei non sono fatte con vera fede, ma solo per metterlo alla prova e per questo li etichetta come ipocriti.

## La confessione di Pietro e la predizione di Gesù
Marco inizia la seconda metà del suo capitolo con Gesù e i discepoli che si portano verso Cesarea di Filippo. Gesù chiede a due persone chi pensano che egli sia. Le risposte sono Giovanni il Battista oppure il profeta Elia. Gesù chiede agli apostoli chi egli sia. San Pietro risponde che Gesù è "il Cristo", l'unto del Signore.
Gesù risponde a Pietro ed agli altri apostoli dicendo loro di mantenere il segreto su tale rivelazione e che egli sarà perseguitato dai sacerdoti e ucciso, ma dopo tre giorni risorgerà. Pietro prende Gesù da parte ed inizia a rimproverarlo per le parole da lui dette sulla sua morte; Gesù a sua volta rimprovera Pietro (vv. 32-33 viene usato il termine ἐπιτιμάω, epitimaó, "rimproverare" 
):
Ma egli, voltatosi e guardando i discepoli, rimproverò Pietro e gli disse: «Lungi da me, satana! Perché tu non pensi secondo Dio, ma secondo gli uomini».

## Istruzioni ai discepoli
Marco dice quindi che Gesù chiamò una folla ad ascoltarlo, gruppo che si presume giunto dalla città, o semplicemente che la risposta da lui data a Pietro sia stata corale:
«Se qualcuno vuol venire dietro di me rinneghi se stesso, prenda la sua croce e mi segua. Perché chi vorrà salvare la propria vita, la perderà; ma chi perderà la propria vita per causa mia e del vangelo, la salverà. Che giova infatti all'uomo guadagnare il mondo intero, se poi perde la propria anima? E che cosa potrebbe mai dare un uomo in cambio della propria anima? Chi si vergognerà di me e delle mie parole davanti a questa generazione adultera e peccatrice, anche il Figlio dell'uomo si vergognerà di lui, quando verrà nella gloria del Padre suo con gli angeli santi» (Marco 8, 34-38)